# Крупачко врело
43° 14′ 33″ С; 22° 20′ 28″ И / 43.2425° С; 22.341111° И
Крупачко врело, познато и као Модро око, је јак крашки извор у селу Крупац код Беле Паланке и један од два најјача (друго је Белопаланачко), која избијају у Белопаланачкој котлини. Геолошки састав и тектонски односи у изворишту врела веома су сложени. Права је реткост да се на малом простору Белопаланачке котлине, тј изворишног облука Модрог ока јављају четири врсте кречњачких стена сучељених под различитим условима. Чело изворишног облука изграђено је од банковитих, лева страна од слојевитих, а десна од танкослојних кречњака, док се изнад њих дижу вертикалне литице представљене масивним, спрудним кречњацима.
Врело је име Модро или Модро око, добило је због воде модро зеленкасте боје (местимично плавичасте) и њене велике дубинске прозрачности. Модрозеленкаста боја воде потиче од боје стана и водених трава а светлоплавичаста се јавља у најдубљим деловима врела. Боја се мења током дана због поднебља и висине Сунца али увек доминира зеленкаста варијанта боје.
Врело спада у ред најиздашнијих крашких врела источне Србије, али истовремено је и тип крашког врела који привидно пресушују или смањују своју издашност, у зависности од климатских промена.
Модро око избија из стенске масе код села Крупац, у северозападном делу Белопаланачке котлине, под високим и скоро вертикалним одсеком Ручистене (589 m), на месту где се стране Сврљишких планина стрмо спуштају у Белопаланачку котлину. Вода избија из врела на висини од око 260 m у једном вртачастом и потопљеном удубљењу.
Водом га храни највећи подземни самородни ток који одводи воду са јужне стране Сврљишких планина. Правац подземних токова, али и површину унутрашњих сливова одредиле су унутрашње антиклинале испод Сврљишких планина, састављен од вододржљивих стена. Тако је у јужној суподолини сврљишког издуженог планинског венца у дужини од  преко 25 km, тако је положај унутрашњег развођа одредио да на улазу у Сићевачку клисуру постоји само једно јако Модро или Крупачко врело.

## Степен заштите
Због својих природних одлика, 1998. године, Модро око (Крупачко врело) је  проглашено за Природно добро од великог значаја и сврстано у Другу категорију заштите као споменик природе, уз следеће образложење:
Крупачко врело ставља се под заштиту као специфичан крашки феномен, који представља растуће врело у у језереној вртачастој депресији, са пространим положеним пединским каналом у дубини, са изузетним односом максималне и минималне опажане издашности, а представља природни ресурс висококвалитетних маломинерализованих вода које се повремено користе у систему водоснабдевања Ниша.
Врело Модро око  – основне карактеристике
| Тип врела | Издашност (m³/sec)                                    | Температура воде (°C) | Напомена                                                  |
| --------- | ----------------------------------------------------- | --------------------- | --------------------------------------------------------- |
| Крашко    | - максималнa - 13,8 - просечнa - 8 - минимална - 0,15 | 10-12                 | Каптирано врело, највеће издашности у кршу Источне Србије |

## Положај и пространство
Врело Модро око избија у северозападном делу Белопаланачке котлине, и дренира источни и јужни део Сврљишких планина. Сливно подручје обухвата површину од око 75 km². У залеђу Врела су Гулијанска и Рињска планина са врховима од 800 до 1.200 m надморске висине, док је највиши Зелени врх са 1.394 m. Најнижи делови су у Белопаланачкој котлини око реке Нишаве, која је на ушћу врелске реке на коти 257 док је природна кота истицања била на 259 m. Због потребе захватања вода, 1982. године изграђен је прелив, чиме је ниво воде издигнут на коту прага 263.
Врело Модро око избија из потопљене вртаче  дубине 11 m, дужине 4 m и ширине 2 m. Вртача се наставља у потопљен сифонални канал, формиран дуж раседа пружања  NW-SE са падом према NE, који је на око 60 m од улаза, пресечен управним вертикалним раседом. У зони њиховог пресецања, на дубини 38 m, налази се „сала“ на чијем дну је вертикални доточни канал, проходан до дубине 82 m (крајња достигнута дубина роњења је 191 м н.в), док се канал и даље вертикално спушта. Из дворане се у правцу истока одваја субхоризонтални доточни канал, формиран по слојевитости, док су доточни канали из правца севера и из правца југа по пукотинама. Улазни канал до дворане широк је 0,8 до 2,0 m, висине која се не може добро одредити јер је формирана по искошеној пукотини, што даје карактеристичан профил облика троугла. Вертикални, доточни сифон је неправилног облика, ширине 4 до 6 m, са израженим  „шкрапама“, док су у улазном каналу зидови више обрађени механичким дејством воде.

## Геоморфологија
Крашки предео Белопаланачке котлине припада плитком кршу Источне Србије типа јуре. Ова област има изглед „острвског карста“, јер су све кречњачке планине коке окружују котлину испуњене неогеним језерским седиментима. Крашке области Источне Србије не могу се у целини сврстати у плитки крш који се једино јавља на теменима антиклинала где кречњаци имају најмању дебљину. На Сврљишке и другим планинама које окружују котлину, где су кречњачке стене биле мале дебљине, крашком и селективном ерозијом разорена су њихова била и откривене палеозојске стене подлоге. Дебљина кречњака на крилима планинских антиклинала је знатно већа, тако да у котлинама ове стене дубоко залежу испод језерских седимената. У котлинама средњег Понишавља дебљина језерских седимената прелази 200 m, а испод њих леже скрашћене кечњачке стене, па се такве области као што је белпаланачка не могу сврстати у плитки крш.
У залеђу Врела Модро око, у површиним слојевима, откривени су зоогено спрудни кречњаци барем-аптске и аптске  старости. У нижем (старијем) делу вертикале присутни су слојевити, банковити и масивни кречњаци са фосилима, ооспарити и кречњаци са алгама и милиолидама. У појединим деловима стуба, између кречњака налазе се танки прослојци лапораца или глиновитих кречњака.
Аптски седименти представљени су слојевитим и банковитим кречњацима у смени са песковито лапоровитим партијама кречњака и лапораца. Песковито лапоровити пакети су трошни, подложни ерозији и формирају делувијалне засторе. У планинском залеђу су, у већој маси, присутни у зони села Рињ и лако се уочавају због одсуства вртача. Њихово присуство констатовано је и у зони Врела, где су спуштени дуж Лужничка дислокације и заплављни хетерогеним плиоценским седиментима у којима се смењују лапорци, шљункови, пескови и глине.
Овим процесима формирана је чеона баријера за подземне воде које се акумулирају у кредним кречњацима. Док су наведени литолоски варијетети значајни за развој карстификације јер стварају услове за формирање привилегованих праваца кретања подземних вода по равнима контакта, односно слојевитости. Повољни услови за повезивање тих иницијалних канала остварују се дуж пукотина и раседа који представљају значајније дренове дуж којих циркулишу веће количине вода, а димензије канала расту сагласно дубини. На тај начин, уз постојање чеоне баријере остварују се повољни услови за сифоналну циркулацију и развој карстних канала дубоко испод коте површинског ерозионог базиса. Значајно је и то да чеона баријера погодује хоризонталној циркулацији у условима када је број места истицања мали, а количине воде које дотичу из залеђе велика. Карстни канали се јављају у зони интензивне циркулације и у зони колебања нивоа подземних вода.
Прва геолошка испитивања спелеороњењем у басену Модрог ока, извршена су 1974. године када су спелеорониоци доспели до дубине од око 40 m. Доцнија испитивања су показала да се вертикална јама, која избија на дну басена, спушта знатно дубље (170 m), испод коте истицања.
Резултати гелошког спелеороњења дубоког сифонског врела Модро Око
| Дужина истраженог канала | Дубина истраженог канала | Број сифона | Могућност даљег истраживања |
| ------------------------ | ------------------------ | ----------- | --------------------------- |
| 86 m                     | 170 m                    | 1           | Истраживање је немогуће     |

### Морфолошко-хидролошке одлике
Сврљишке планине, на чијој јужној суподини избија врело Модро око или Крупачко врело, представљају издужен планински венац, правца запад-исток, окружен Белопаланачком котлином и долином Нишаве са југа и Сврљишком котлином и долином Сврљишког Тимока са севера. Главни, јужни планински венац дугачак је, од превоја Грамаде на западу до Козјанске падине на истоку, око 16 km, а укупна ширина планине износи око 12 km. Западни део планинског венца, између Сићевачке котлине и Белоињских корита, широк је око 4 km и на њему се висином истиче врх Плеш (1.267 m). Почевши од Гулијанских планина, које заузимају средишњи део планинског венца, и највишег Зеленог врха (1.334 m), планинско било се шири у простране површи које леже на висинама 1.000-1.100 m и 900-1.000 m. Сабирна област Крупачког врела развијена је само на јужном венцу Сврљишких планина.
Јужне падине Сврљишких планина, које се постепено спуштају према Белопаланачкој котлини, разбијене су трима скаршћеним долинама-доловима. Плитки и широки су у горњим деловима, у флишним стенама, а доњим су дубоки и уским све док не избију у раван Белопаланачке котлине. Само долина Рињског дола не избија у раван котлине, већ се завршава висећи изнад изворишта Крупачког врела.

### Морфометријске одлике
У систему Крупачког врела издвајају се басен Модрог ока и вертикална јама са потопљеном двораном. Површински део врела представља асиметричан левак којим се завршава канал сложеног, потопљеног пећинског система. 
Басен Модрог ока
Овај басен представља потопљени део изворишног облука Крупачког врела, чији изворишни облук лежи испод вертикалног одсека Ручистене (589 m) на висини од 260 m. Југозападну страну изворишног басена, кружног облика, пробила је отока језера усецајући своје корито широко око 20 m. Овим пробојем слив Модрог ока добио је елипсаст облик. И ујезерени део изворишног облука, у виду потопљене вртачасте депресије (Цвијић Ј., 1957), са три стране је окружен вертикалним литицама. Са југозападне стране, коју је пробила отока, дно басена се степеничасто спушта према вертикалним кречњачким одсецима Ручистене.
Највећа дубина у басену измеренаје под североисточним одсеком од 14,5 m. Спелеолози-рониоци већ за време првих испитивања спустили су се у потопљене пећинске канале до дубине од 67 m, док су последња испитивања, за потребе нишког водовода, показала су да се потопљени систем пећинских канала не завршава ни на дубини од 83 m што је до сада највећа утврђена дубина пећинских канала.
Вертикална јама са потопљеном двораном
Гротло јаме, пречника 2,5 m, налази се у источном делу басена, под вертикалним одсеком Ручистене, на дубини од око 13 m. У првом делу, до дубине око 30 m, јама је искошена у правцу североистока а на таваници се виде бројна пукотинска проширења. Искошени део смењује потпуно вертикална јама уједначене ширине. На више места налазе се углављени блокови, али су зидови у целини јако углачани.
Вертикална јама завршава се на таваници потопљене дворане која је само делимично испитана. Широка је 10–15 m, а пружа се ка североистоку. Таваница дворане лежи на око 83 m испод површине Модрог ока, односно ујезереног дела басена, 80 m ниже од природног прелива а 80 m дубље од корита реке Нишаве.

## Сабирна област и издашност врела
Сабирна област Модрог ока, јединог сталног крашког врела у јужној суподини Сврљишких планина, обухвата главни венац Сврљишких планина, од Плеша на западу до Козјанских планина на истоку. Овај простор, површине 75–80 km², представља типичну крашку област без површинског отицања, изузимајући доње делове долине Бандола и Долског дела којима ретко потеку бујице и после јаких летњих пљускова. 
Тако захваљујући  тектонској структури терена, и кретању подземне воде одводњава и ове области усмерено је према Белопаланачкој котлини, односно врелу Модро око.
Због великог сливног подручја, висинских разлика између места прихрањивања и места истицања, специфичних климатских промена током године и вегетације, Модро Око се одликује великим осцилацијама протицаја, од минималних 118 l/sec до 5.000 l/sec.
Постоје мерења количина воде и преко 10.000 l/s. У току режимских осматрања 2009/2010. године регистровани су протицаји воде кроз врело у распону, од 11 до 13,8 m³/sec.
Издашност врела је у складу са површином сабирне области и годишњом количином падавина. Највећа издашност врела је у априлу, мају и новембру, а најмања у августу, септембру и фебруару. Највећа забележена издашност износила је 12 m³/s, а просечна 8 m³/s.

## Квалитет вода
Воде Модрог ока су пријатног укуса, мало минерализоване, из групе хидрокарбонатно калцијумских. У хигијенском погледу вода је високог квалитета  (током скоро целе године) и представља класу I, која се само уз мере дезинфекције  хлором доводи на квалитет воде за снабдевање насеља водом.
Средња  температура воде је  12 °C, са ретким појавама замућења, у јаким кишним периодама, када се врело мора кратко време искључити из експлоатације.